# Provincia di Mondulkiri
La provincia di Mondulkiri (in lingua khmer:មណ្ឌលគីរី) è una provincia orientale della Cambogia. È la provincia con la densità di popolazione più bassa della Cambogia e la meno popolata. Il capoluogo è la piccola cittadina di Sen Monorom (o Senmonorom). Conosciuta per le sue colline ricoperte di foreste e le possenti cascate, Mondulkiri è una meta ideale per il turismo ecologico.

## Minoranze - le tribù delle montagne
L'80 percento della popolazione di Mondulkiri è costituita da dieci minoranze tribali, in maggioranza Phnong. Il rimanente 20 percento è costituito da khmer, cinesi e musulmani Chăm. La popolazione vive di quanto offre la terra: riso, alberi da frutta e verdure varie. Vengono coltivati anche fragole, caffè, alberi della gomma e anacardi.
Sebbene le case vengano costruite in misura sempre maggiore in 'stile Khmer', vi sono ancora molte case tradizionali Phnong. Al loro interno vengono custoditi caratteristici grandi vasi cilindrici, che si dicono vecchi più di mille anni, e gong tradizionali. Ci sono diversi tipi di gong, utilizzati in diverse occasioni. I vasi e i gong sono tra gli oggetti più preziosi, sia in termini materiali che spirituali, delle comunità indigene dell'Asia. Durante la tirannia di Pol Pot venivano sepolti in luoghi segreti della giungla e in molti casi attendono ancora di essere recuperati.

## Cascate
In Mondulkiri vi sono parecchie cascate maestose:
Cascata di Bou Sra (o Bu Sra)
Situata nel distretto di Pich Chinda, a una quarantina di km da Sen Monorom, la cascata a due salti di Bou Sra è una delle più grandi della Cambogia ed è stata resa famosa da una popolare canzone Khmer.
Cascata di Sen Monorom
Si trova circa a 3 km di facile cammino dal capoluogo, a nord-ovest. Non c'è molto da vedere e l'ambientazione ideale per un picnic è stata rovinata da quando i Giapponesi hanno costruito una stazione idroelettrica che ne ha sottratto tutta l'acqua.
Cascata di Romnea (o Romanear)
Situata a 10 km di distanza da Sen Monorom , si tratta di una delle tre cascate presenti in zona che è stata privatizzata da una guest house.

## Villaggi tribali
- Pou Lung, 10 km (15 minuti) da Sen Monorom
- Pou Trou, 20 km (1 ora) da Sen Monorom
- Pou Tang, 8 km (30 minuti) da Sen Monorom

## Accaparramento di terreni pubblici (land grabbing)
L'accaparramento di terreni pubblici (land grabbing) e lo sfratto degli indigeni sono una pratica endemica in Mondulkiri e nell'adiacente Provincia di Ratanakiri. Più di 120.000 ettari di foresta che coprono terreni comunali sono stati persi in questo modo nel ciclo economico 2007/2008.

## Distretti
La provincia è suddivisa in 5 distretti, a loro volta suddivisi in 21 comuni e 98 villaggi.
- 1101 Distretto di Kaev Seima - កែវសីម៉ា
- 1102 Distretto di Kaoh Nheaek - កោះញែក
- 1103 Distretto di Ou Reang - អូររាំង
- 1104 Distretto di Pech Chenda - ពេជ្រចិន្តា
- 1105 Distretto di Sen Monorom - សែនមនោរម្យ